# Fulvalènes

Structures : triafulvalène (1), fulvalène (2), triapentafulvalène (aussi appelé calicène) (3) et heptapentafulvalène (4).

Les fulvalènes sont des composés organiques d'intérêt théorique en tant qu'hydrocarbures conjugués non-benzénoïdes les plus simples. Les fulvalènes se composent de deux anneaux à chaînons impairs joints par une double liaison. Une conjugaison croisée s'établit entre les deux cycles à travers la double liaison exocyclique commune.